# 高雄捷運高運量電車
高雄捷運高運量電車（たかおしょううん こううんりょうでんしゃ）は2008年から台湾の高雄捷運（高捷、高雄メトロ、高雄MRT）で運用されている通勤型電車。2008年の開業後MRT用車両はこの車種のみであり、公式な形式名は付与されていない。

## 概要
高雄捷運で最初に調達された形式。標準軌・第三軌条方式の高運量規格で、台北捷運板南線でも採用され、ポルシェデザインがコンセプトデザインを担ったシーメンス・トランスポーテーション・システムズの2000年代の標準的モデルであるモジュラー・メトロをベースにオーストリアのスピリット・デザイン（Spirit Design GmbH）社がカラーリングや塗装のデザイン案を監修している(p08)。
2001年に高雄捷運公司と総額約170億ニュー台湾ドルで機電工程調達契約が交わされ、シーメンス交通部門のオーストリア現地法人（Siemens SGP Verkehrstechnik GmbH、元Simmering-Graz-Pauker）がウィーン工場で42編成126両を製造した。
2005年上半期に落成後、同年10月に第1編成が、2007年5月までに全編成が台湾に納入された。全て高雄捷運紅線および橘線で運行されている。
ほとんどの部品を国外製品に頼っているが、2018年以降に到来する更新時期に合わせて一部国産品の採用を目標にしている。

## 仕様

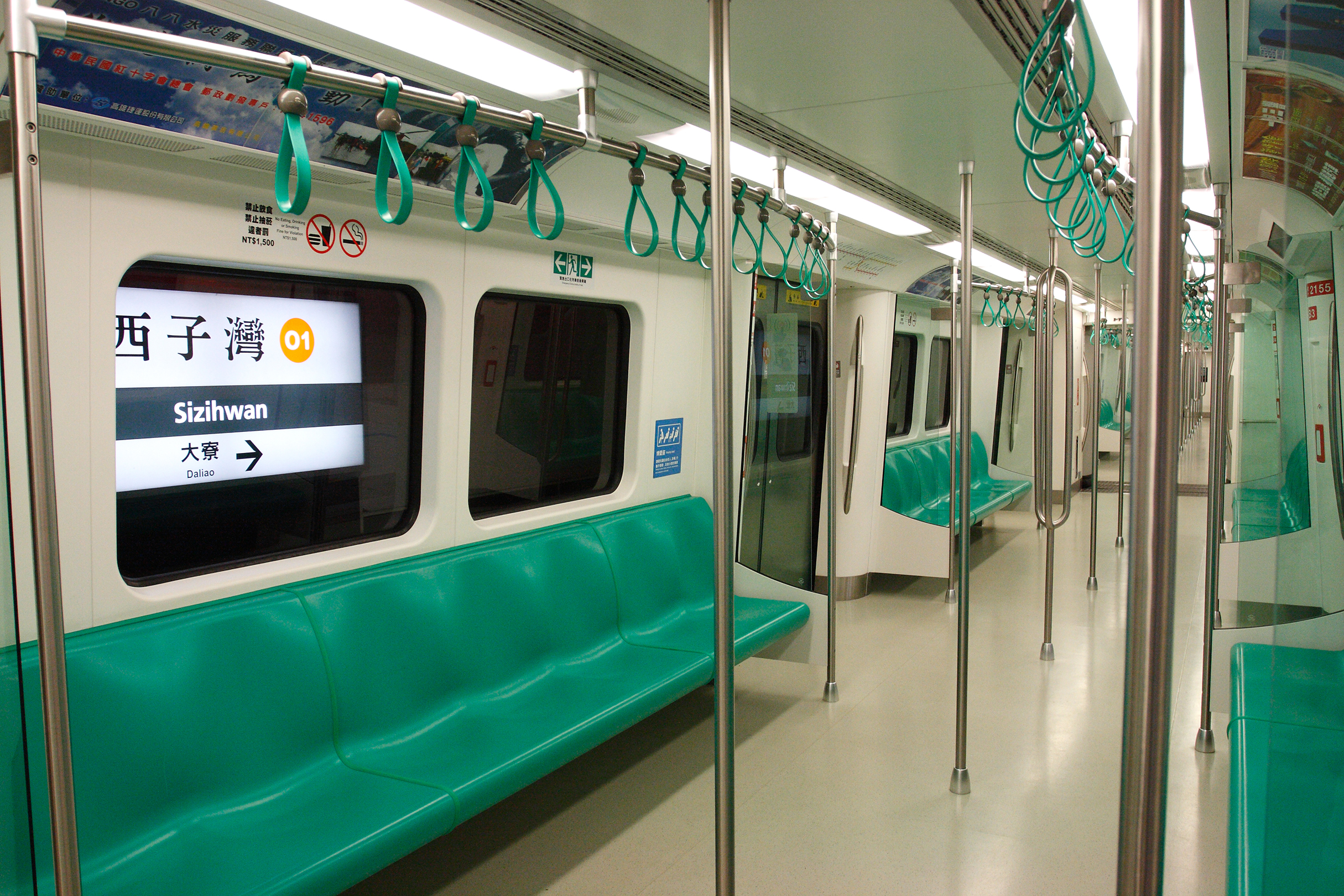
客室内

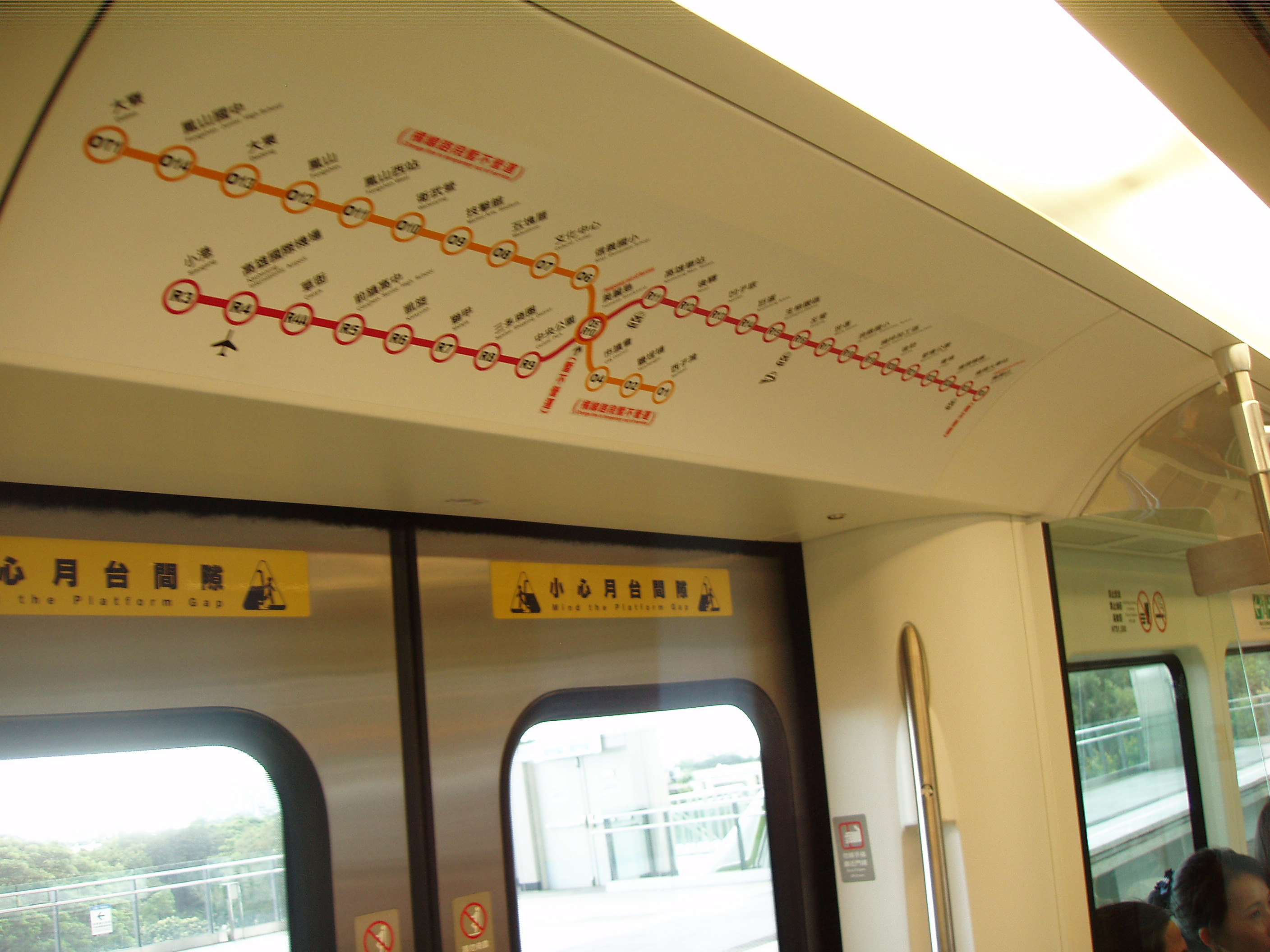
ドア上の路線図

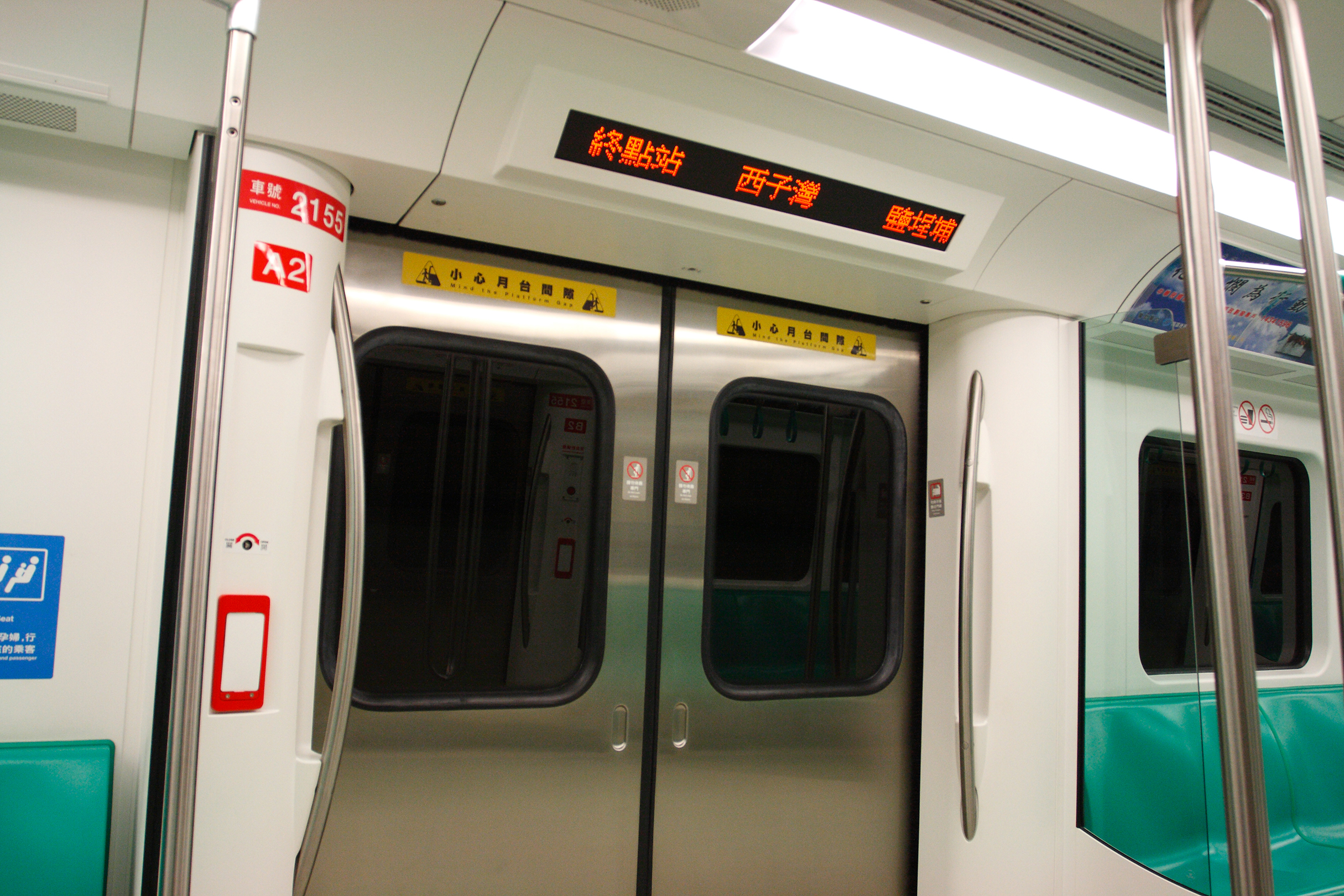
旅客案内装置

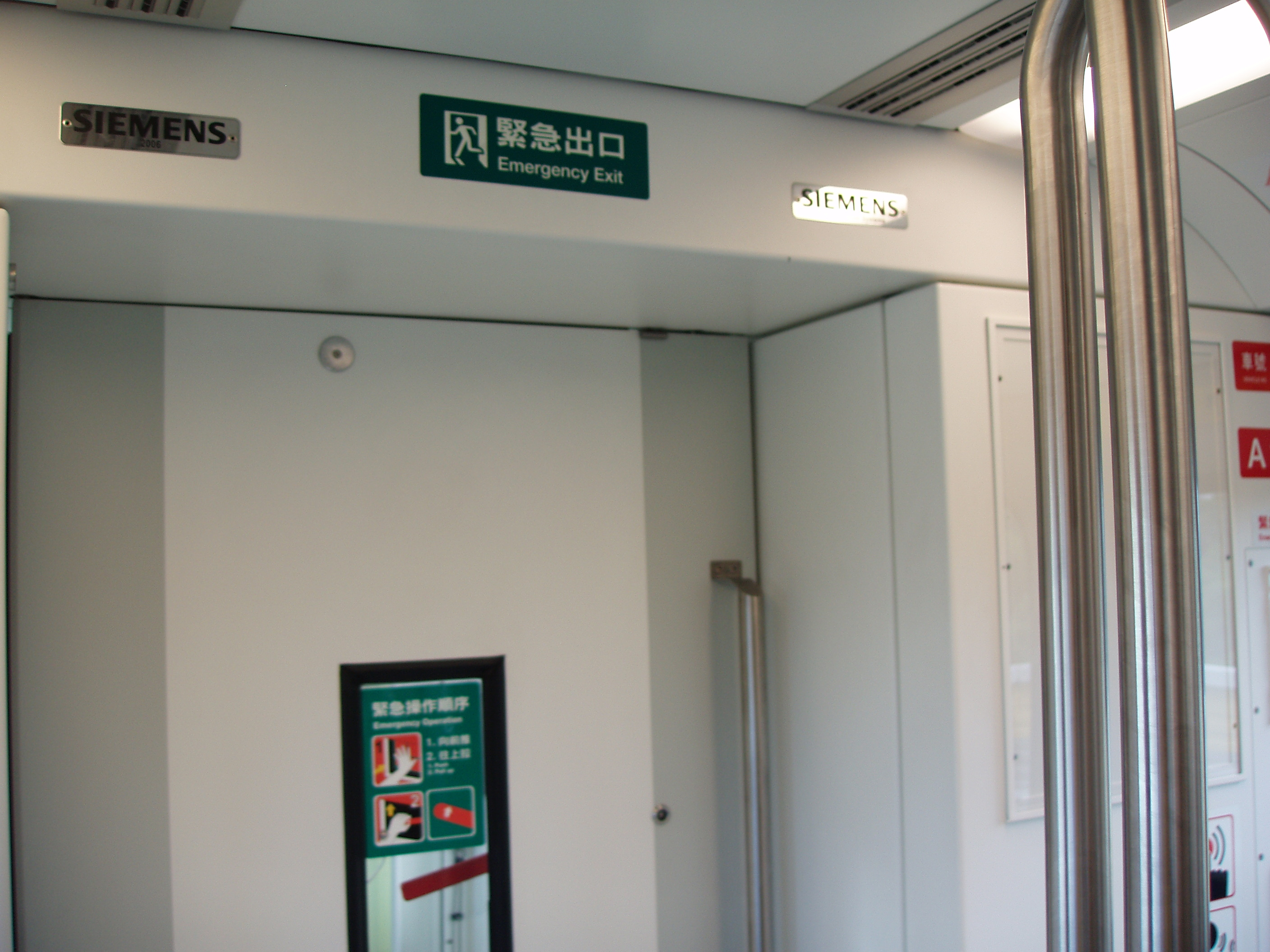
製造銘板と非常口のサイン

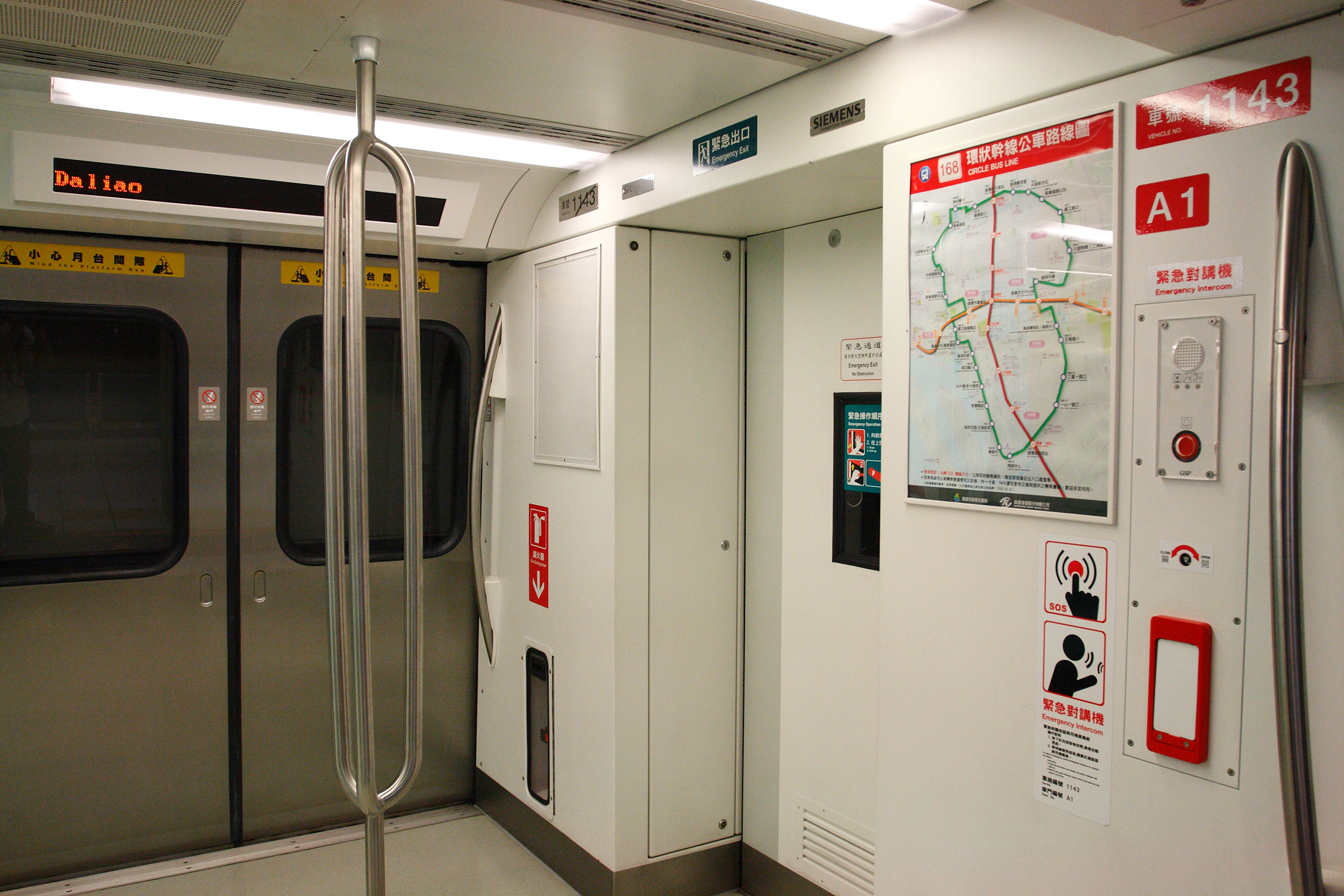
運転席後方

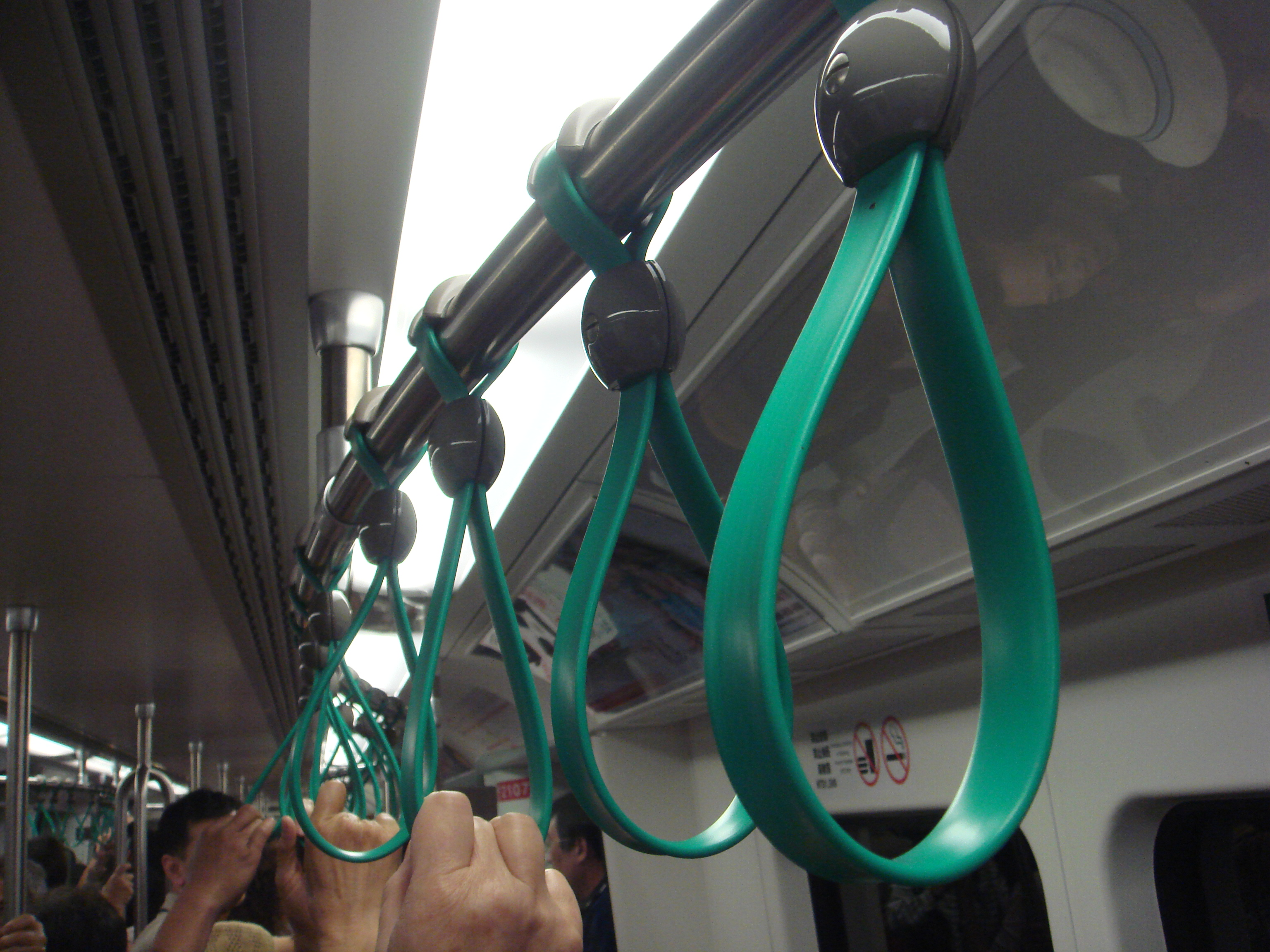
吊革

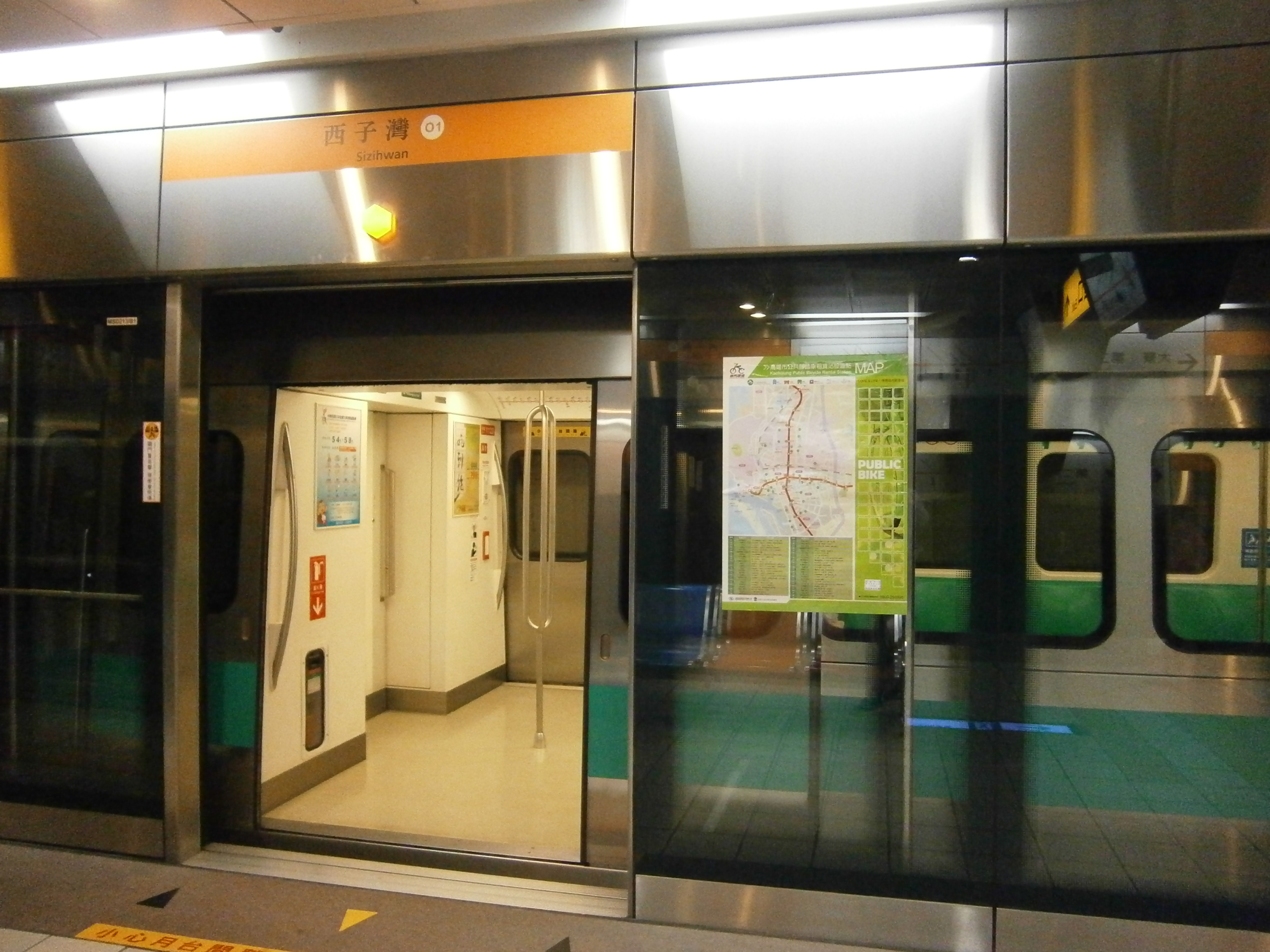
ホームドアと連動し開いているドア（西子湾駅）

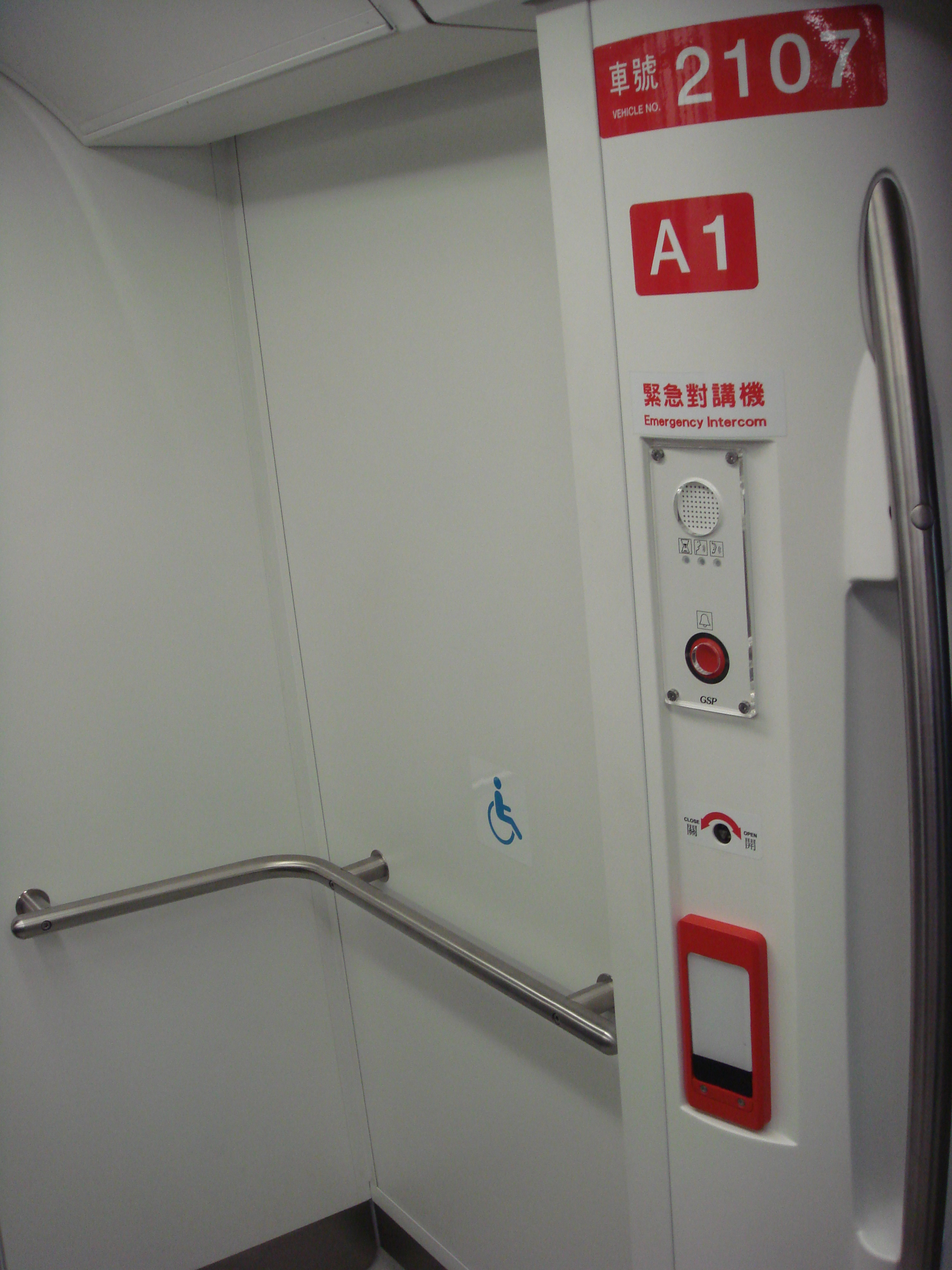
中間T車の車椅子スペース

### 車両寸法
- DM-Car（制御動力車）長：21.945メートル
- T-Car（無動力車）長：21.560メートル
- 編成長（3両編成）：65.450メートル
- 全幅：3.150メートル
- 編成重量 = 177.6t[3]
- 空車重量：117.3t[3]
- ドア幅：1.4メートル[2](p7)
- 連結部通路幅：1.4メートル[2](p7)
- 連結部通路高さ：1.9メートル[2](p7)
- 客室内高さ；2.05メートル[2](p7)

開業当初から輸送量を考慮して3連で運行されているが、将来的には中間車を挿入した6連での運行に対応している。長らく台鉄捷運化による地下化工事の影響で3両までのホーム長だった高雄駅も、2018年に仮ホームから6連対応の永久站（恒久ホーム）への切り替えが完了し、増結への技術的障害は解消している。
台車は台北捷運やバンコクの車両でも使われているSF2000の信頼性とメンテナンス性を向上させたシーメンスの改良版「SF3000(pp37、p43)」を採用している。

### 定員
- 1両ごとに7人掛けの座席がドア間に6か所42席あり、1平方メートルあたり5人の立ち席で換算すると3両編成での定員は750人[1]。最大定員は1010人(両端の運転室10名分を含む)。

### 運転性能
- 最高設計速度：90km/h[1]
- 営業最高速度：80km/h/[1]
- 起動加速度：3.6km/h/s（1.0m/s/s[1]）
- 通常減速度：3.6km/h/s（1.0m//s/s[1]）
- 非常減速度：4.68km/h/s（1.3m/s/s[1]）

### 材質
車体およびドアはステンレス鋼で、30年の寿命を想定している。
車內設備
- 1両当たり4つの外開きプラグドアを左右両側に備えている[13]。
- 連結面はドアのない貫通路で、運転室の非常ドアから前後方向に脱出できる設計となっている
- ドアに異物が挟まったり、故障で開閉できない場合は発車できないようになっている。
- 車内は北米の防火基準（NFPA 130）を満たし、45分間の耐火性能をもつ[1]。
- 1両あたり2台の冷房機を天井に備え、メンテナンス時には取り外しやすい設計となっている。。
- ドア上にLED式の旅客案内装置が設置され、行先と次駅案内が表示される。

### 運行システム
- 運行は前鎮区の南機廠（中国語版）にある行控中心（運転指令所）による一括管理。

## 特色
- 青と白色を組み合わせた台北捷運と異なり、緑と白色を基調にしている[17]。
- ロングシートのFRP座席は、国内企業の佳豊機械設計工業が製作、納入している[18]。
- 左右ドアの中間部には三股のスタンションポールが設置されている。
- 吊革はゴム材質で硬化プラスチックの台北捷運とは異なる。
- 2両目の1番目と4番目のドア付近はバリアフリーエリアで車椅子に対応しているほか、緊急時に乗務員と通話できる車内非常通報装置が設置されている[19]。
- 高雄捷運の公式イメージキャラクターである「高捷少女」のうち、運転士役の「艾米莉亞（エミリア）」が台湾人とドイツ人のハーフという設定はこの車両に由来する。

## 編成
| 号車     | 1            | 2                      | 3            |
| 形式     | 1100型 (DM1) | 2100型 (T)             | 1100型 (DM2) |
| 機器配置 | VVVF         | BT,CP                  | VVVF         |
| 座席定員 | 42           | 42                     | 42           |
| 乗車定員 | 247          | 261                    | 247          |
| 車内設備 |              | バリアフリー・アクセス |              |
| 車両番号 | 1101 : 1183  | 2101 : 2183            | 1102 : 1184  |

| 凡例 - DM - 制御動力車 - T - 中間車 - CP：電動空気圧縮機 - BT：バッテリー - ：バリアフリー - - KRTC-Free WiFi（無料Wi-Fi） |

## その他

### 特別仕様車
- スヌーピーラッピング（1133-1134/第17編成：2014年5月～[21]）
- 爽爽猫ラッピング（1111-1112/第6編成：2014年12月～[22]）
- 高捷少女ラッピング（1109-1110/第5編成：2015年7月～11月[23]）
- ONE PIECEラッピング（1169-1170/第35編成：2015年8月～[24]）
- ちびまる子ちゃんラッピング（1133-1134/第17編成：2018年6月～[25]）
- ミッキー・マウスラッピング（1165-1166/第33編成：2019年6月～[26]）
- 高捷少女×初音ミク/鏡音リン・レン/巡音ルカラッピング（1101-1102/第1編成：2019年6月～[27]）

### 関連商品
- 鐵支路模型（Touch Rail）より迴力車（無動力のデフォルメ模型）が発売されている[28]。